# Jugoslavensko rukometno prvenstvo 1956.
Rukometni prvak Jugoslavije za 1956. godinu je ponovno postala momčad Crvena zvezda iz Beograda.

## Savezno prvenstvo
Prvo su igrane podsavezne i republičke lige, pa potom kvalifikacije u završnicu prvenstva, gdje su se plasirale četiri momčadi.

### Ljestvica završnice
Igrano u Sarajevu.
| Mj. | Klub                  | ut. | pob. | neod. | por. | gol+ | gol- | gr  | bod |
| --- | --------------------- | --- | ---- | ----- | ---- | ---- | ---- | --- | --- |
| 1.  | Crvena zvezda Beograd | 3   | 2    | 1     | 0    | 57   | 43   | 14  | 5   |
| 2.  | Mlada Bosna Sarajevo  | 3   | 2    | 1     | 0    | 57   | 49   | 8   | 5   |
| 3.  | Rabotnički Skoplje    | 3   | 1    | 0     | 2    | 52   | 52   | 0   | 2   |
| 4.  | Mladost Zagreb        | 3   | 0    | 0     | 3    | 28   | 50   | -22 | 0   |

## Republička prvenstva

### Hrvatska
Igrano u Bjelovaru uz sudjelovanje pet klubova.
| Mj. | Klub              | ut. | pob. | neod. | por. | gol+ | gol- | bod |
| --- | ----------------- | --- | ---- | ----- | ---- | ---- | ---- | --- |
| 1.  | Mladost Zagreb    | 4   | 4    | 0     | 0    | 23   | 9    | 8   |
| 2.  | Partizan Bjelovar | 4   | 2    | 0     | 2    | 32   | 31   | 4   |
| 3.  | Lokomotiva Zagreb | 4   | 2    | 0     | 2    | 24   | 26   | 4   |
| 4.  | Partizan Buje     | 4   | 2    | 0     | 2    | 25   | 28   | 4   |
| 5.  | Split             | 4   | 0    | 0     | 4    | 23   | 33   | 0   |